# Siège de Groenlo (1627)
Pour les articles homonymes, voir siège de Groenlo.
Guerre de Quatre-Vingts Ans
Batailles
- Chronologie de la guerre de Quatre-Vingts Ans
- Valenciennes
- Austruweel
- Rheindalen
- Heiligerlee
- Jemmingen
- Jodoigne
- Brielle
- 1er Flessingue
- Malines
- Goes
- Mons
- Haarlem
- 2e Flessingue
- Borsele
- Zuiderzee
- Alkmaar
- Leyde
- Reimerswaal
- Mook
- Lillo
- Zierikzee
- 1er Anvers
- 1er Bréda
- Gembloux
- Rijmenam
- 1er Deventer
- Maastricht
- 2e Bréda
- Açores
- 2e Anvers
- 3e Anvers
- Boksum
- Zutphen
- 1er Berg-op-Zoom
- Gravelines
- 3e Bréda
- 2e Deventer
- Groningue
- Huy
- 1er Groenlo1
- 2e Groenlo
- Turnhout
- Nieuport
- Ostende
- L'Écluse
- 3e Groenlo
- Saint-Vincent
- Gibraltar
- Saint-Vincent (1621)
- 2e Berg-op-Zoom
- 4e Bréda
- 4e Groenlo
- Matanzas
- Bois-le-Duc
- Abrolhos
- Slaak
- Maastricht
- 5e Bréda
- Cabañas
- Calloo
- Les Downs
- Saint-Vincent (1641)
- Hulst
- Cavite

Le siège de Groenlo ou de Grolle est un siège subi par la ville de Groenlo, (appelée Grolle en français et en Bas-Saxon), alors ville espagnole, de la part de l'armée des Provinces-Unies, sous le commandement de Frédéric-Henri d'Orange-Nassau, durant la guerre de Quatre-Vingts Ans.
Au bout d'un mois de siège, le commandant de la ville, Matthijs Dulken (en) s'est rendu aux Hollandais, abandonnant la cité et ses troupes. Groenlo restera sous le contrôle des Provinces-Unies jusqu'à la fin de la guerre.

## L'intérêt stratégique
Bien que de taille modeste, Groenlo était une cité bien fortifiée et défendue, jouissant d'une position stratégique dans la province de Gueldre pour le commerce avec l'Allemagne. Après son échec au siège de 1595, Maurice de Nassau l'avait prise à l'issue du siège de 1597, et Ambrogio Spinola l'avait ramenée dans le giron de l'Espagne à la suite du siège de Groenlo de 1606.
Comme Oldenzaal, Bredevoort et Lingen, Groenlo était une place forte servant au contrôle de l'est du pays. Ce serait le motif qui aurait convaincu les États généraux d'engager une offensive terrestre contre la ville, au lieu de se contenter de la nette domination de la flotte hollandaise sur la flotte espagnole.

## Le siège

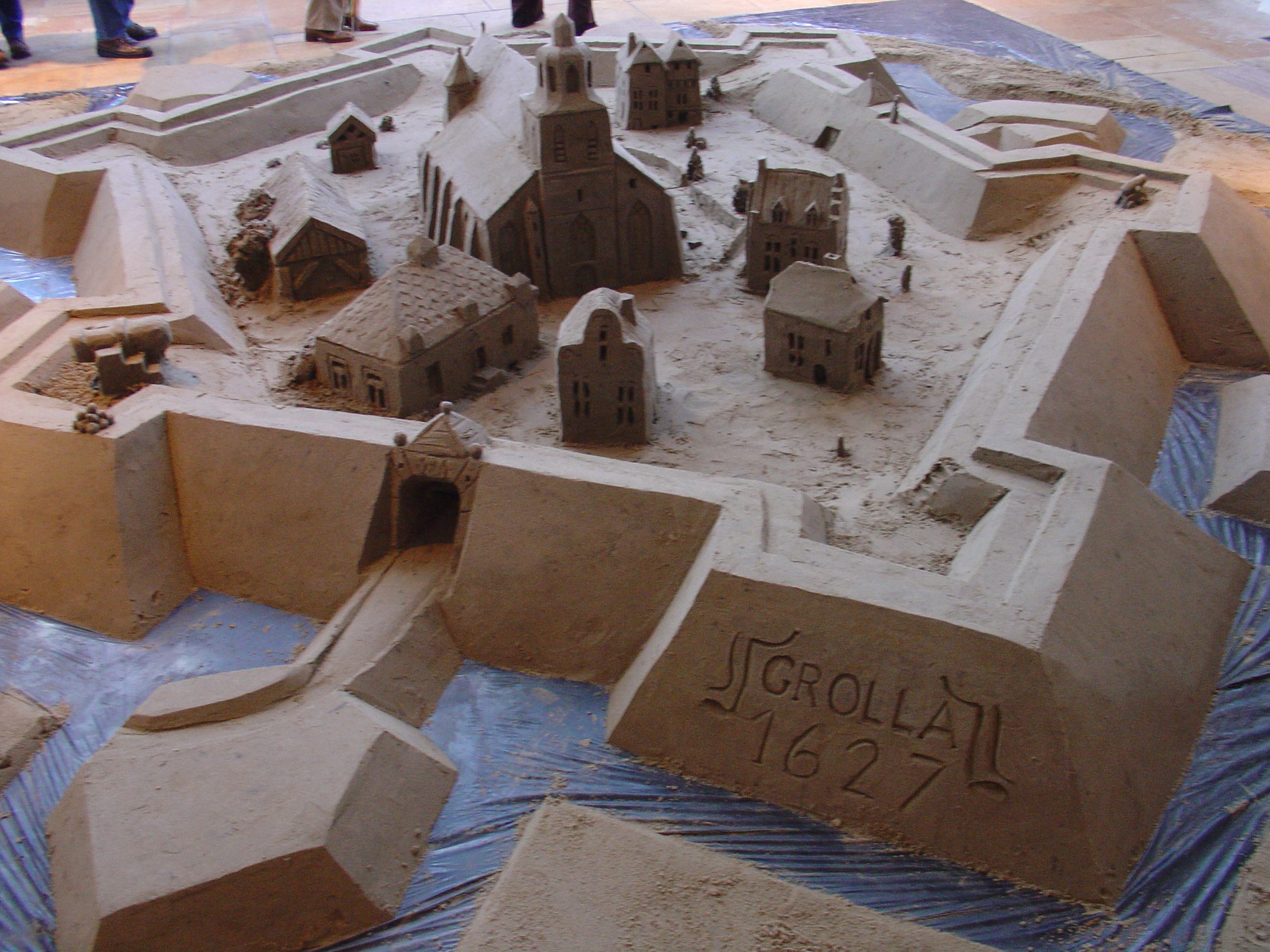
Château de sable reproduisant Groenlo en 1627.

Matthijs Dulken, militaire expérimenté, commandait la garnison espagnole de Groenlo, avec 1 200 soldats d'infanterie (sans compter les civils engagés) et cent cavaliers commandés par Lambert Verreyken (nl). Ayant été bien approvisionné, il ordonna de renforcer les défenses de la cité, déjà bien fortifiée. La ligne de défense terminée, Groenlo fut bombardée par les attaquants, pendant que des groupes de sapeurs hollandais, anglais et français creusaient des tranchées en direction de la cité. Au cours des combats, l'artillerie hollandaise provoqua d'importants dégâts et fut la cause de nombreuses pertes ; les destructions des défenses de la cité furent continuellement réparées par les assiégés. Dulken lui-même fut blessé à l'épaule, et dut confier le commandement à Verreyken. Celui-ci, avec sa cavalerie, attaqua sans grand succès les positions ennemies, spécialement les tranchées et le fortin d'Ernest Casimir de Nassau-Dietz. À Groenlo, par la négligence d'un soldat, explosèrent deux barils de poudre, causant quarante morts chez les assiégés.

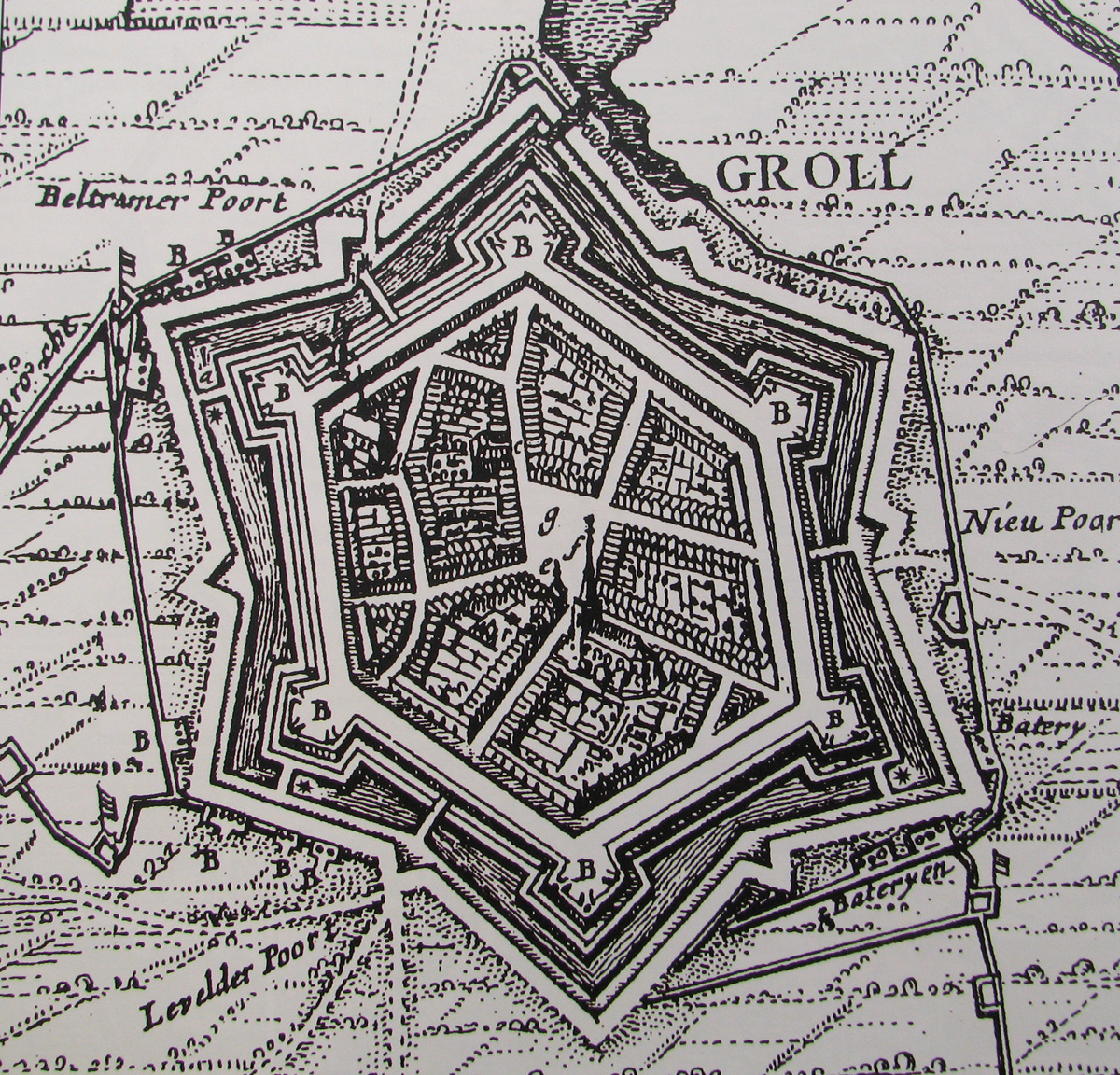
Plan du siège de Goenlo en 1627.

Entretemps, les sapeurs anglais avaient poussé leurs tranchées jusqu'au fossé qui entourait Groenlo, alimenté par la rivière Slinge. Pour faciliter la traversée du fossé, ils détruisirent l'écluse au nord de la cité, ce qui provoqua la baisse du niveau de l'eau. Après cela, les assaillants essayèrent de traverser le fossé en construisant un barrage, mais ce dernier fut incendié par les défenseurs. Finalement, avec l'appui de deux pièces d'artillerie, les attaquants réussirent à terminer deux barrages au prix de nombreuses pertes. Après avoir passé le fossé, ils commencèrent à miner les murs de Groenlo, sous le feu constant tiré depuis la ville.

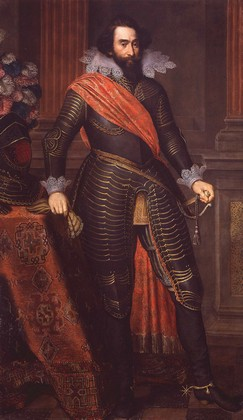
Enrique Van den Bergh.

Entretemps, Van den Bergh arriva au voisinage de la cité avec son armée, à laquelle il avait ajouté 1 800 mercenaires allemands, dépassant en nombre les forces de son cousin Frédéric-Henri. Cependant, à cause du manque d'argent, cette armée manquait de moyens et arriva à Groenlo trop tard pour affronter les attaquants dans une bataille en terrain ouvert. Il conçut un plan pour couper les lignes d'approvisionnement hollandaises, mais ce plan échoua à cause de mésententes entre les tercios espagnols et italiens. Van den Bergh décida alors d'attaquer la ligne de fortifications et de pénétrer dans la cité. Son attaque contre les forces écossaises, victorieuse au début, fut repoussée par la contre-attaque des troupes de l'officier Morre, qui obligea les espagnols à se retirer.

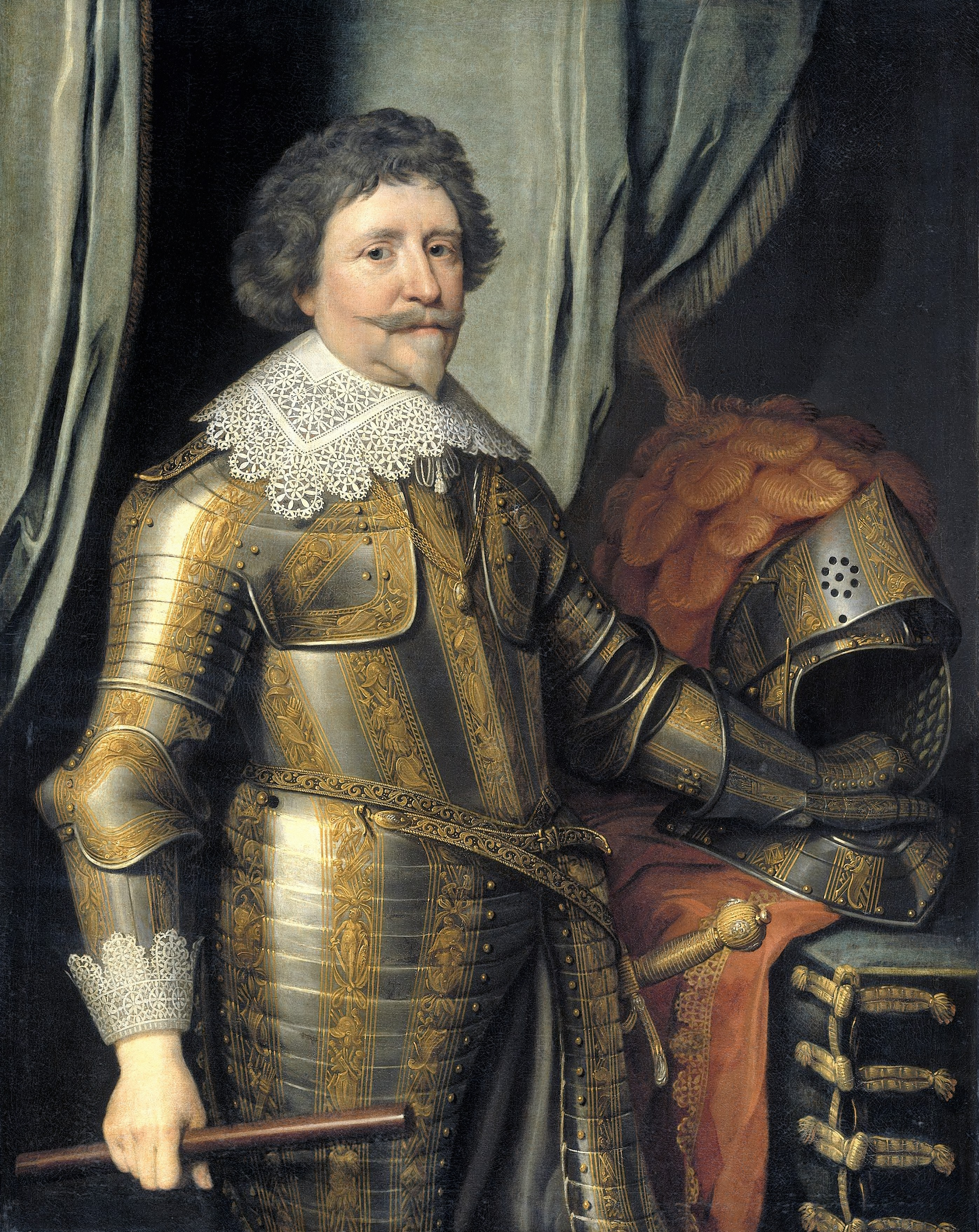
Frédéric-Henri.

Frédéric-Henri essaya de négocier la reddition de Dulken, en lui faisant valoir l'impossibilité de recevoir des renforts depuis l'extérieur, mais celui-ci rejeta les propositions. Le 18 août, les troupes anglaises passèrent le fossé et ouvrirent une brèche dans la muraille de Groenlo, par où ils essayèrent de pénétrer dans la cité ; par trois fois, ils se lancèrent à l'attaque, mais furent repoussés par les tirs de mousquets de Verreyken, qui causèrent de nombreux morts parmi les Anglais. Sans doute, Dulken, comprit qu'il ne pourrait pas continuer à repousser longtemps les attaques, faute d'hommes et d'armes. Il envoya des délégués pour négocier un armistice.
Trois jours après, les deux parties signèrent un traité selon lequel la cité restait au pouvoir des Provinces Unies. Les troupes et les citoyens espagnols de Groenlo pouvaient partir avec leurs armes et leurs biens, et on leur fournissait des moyens de transport pour le départ. La cité fut occupée par une garnison de l'armée de Frédéric-Henri ; les fortifications furent rasées et les tranchées comblées pour prévenir leur utilisation dans de futures attaques. Groenlo resta au pouvoir des Provinces Unies jusqu'à la fin de la guerre.

## Sources
- (es) Cet article est partiellement ou en totalité issu de l’article de Wikipédia en espagnol intitulé « Sitio de Groenlo (1627) » (voir la liste des auteurs).